# تکواندو
تکواندو (کره‌ای: 태권도/跆拳道) یک هنر رزمی و ورزش رزمی کره‌ای است که شامل تکنیک‌های و لگد است. واژهٔ تکواندو را می‌توان به صورت tae ("ضربه با پا")، kwon ("ضربه با دست") و do ("هنر یا شیوه") ترجمه کرد. این ورزش بر پنج اصل ادب، صداقت، پشتکار، خویشتن‌داری و روحیهٔ تسلیم‌ناپذیر، به سه دسته تقسیم میشود : پومسه (품새)، کیوروگی (겨루기) و هانمادانگ  (격파).
پومسه‌ها الگوهایی هستند که طیفی از تکنیک‌های لگد زدن، مشت زدن و مسدود کردن را نشان می‌دهند. کیوروگی شامل نوعی مبارزه است که در بازی‌های المپیک دیده می‌شود و گیئوکپا هنر شکستن تخته‌های چوبی است. تکواندو همچنین گاهی شامل استفاده از سلاح‌هایی مانند شمشیر و نانچیکو می‌شود. تکواندوکاران لباسی به‌نام دوبوک می‌پوشند. این ورزش رزمی در دهه‌های ۱۹۴۰ و ۱۹۵۰ توسط رزمی‌کاران کره‌ای باتجربه در هنرهای رزمی مانند کاراته و هنرهای رزمی چینی توسعه یافت.
اکنون سازمان‌های اصلی بین‌المللی تکواندو شامل فدراسیون بین‌المللی تکواندو (ITF)، کوکیوون و تکواندو جهانی (WT، فدراسیون جهانی تکواندو سابق یا WTF) هستند. کیوروگی، یک نوع مبارزه با تماس کامل است که از سال ۲۰۰۰ یک رویداد المپیک بوده است. در سال ۲۰۱۸، دولت کرهٔ جنوبی رسما تکواندو را به عنوان هنر رزمی ملی کره معرفی کرد. نهاد حاکم بر تکواندو در المپیک و پارالمپیک، تکواندو جهانی است.
تکواندو یک رشتهٔ رزمی نمایشی مدرن محسوب می‌شود که پس از جنگ جهانی دوم با کوشش استادان هنرهای رزمی کرهٔ جنوبی و با تلفیق رشتهٔ اوکیناوایی کاراته و هنرهای رزمی سنتی کره‌ای همچون تکیون و سوباک پایه‌گذاری شد.
این ورزش بر حفظ فاصلهٔ فیزیکی با رقیب و طراحی فنون برای دور کردن مهاجم تأکید دارد. در این هنر رزمی از اعضای بدن مانند پا و دست برای ضربهٔ لگد و مشت و دفاع و هل دادن حریف و… استفاده می‌شود.

## کمربندهای تکواندو
رده‌بندی کمربندهای تکواندو «سفید»، «زرد»، «سبز»، «آبی»، «قرمز»، «مشکی دان۱، دان۲، دان۳، دان۴، دان۵، دان۶، دان۷، دان۸، دان۹، دان۱۰» که بالاترین کمربند در تکواندو است. افراد برای گرفتن تمامی کمربندها باید فرم مناسب هر کمربند را اجرا کنند.
به‌طور کلی ۶ کمربند در مقاطع گوناگون این ورزش وجود دارد.
کمربند سفید (پک تی): که نشان‌دهندهٔ بی‌گناهی است. در این مرحله نوآموزان هیچ چیز در مورد تکواندو نمی‌دانند.
کمربند زرد (نورانگ تی): نشان‌دهندهٔ زمینی است که در آن گیاه جوانه می‌زند و در اصل، تکواندو در نوآموز در حال شکل گرفتن است.
کمربند سبز (نوک تی): نشان‌دهندهٔ این است که این گیاه جوانه زده و رشد می‌کند، یعنی فنون تکواندو در حال پیشرفت و هنوز در حال رشد است.
کمربند آبی (چونگ تی): نشان‌دهندهٔ این است که گیاه در حال رشد به درخت تبدیل شده است؛ یعنی فنون تکواندو در ورزشکار به حد مطلوب رسیده است.
کمربند قرمز (هونگ تی): نشان‌دهندهٔ خطر است و در این مرحله ورزشکار باید مواظب حریف خود باشد و او را دور نگه دارد.
کمربند سیاه (هوک تی): درست نقطهٔ مقابل سفید است؛ بنابراین نشان‌دهندهٔ مهارت کامل در تکواندو است و نشان می‌دهد که دارندهٔ این مهارت نسبت به تمام ترس‌ها و بدی‌ها نفوذناپذیر است.
هر کدام از این کمربندها خود دارای درجات متفاوتی است که آن‌ها هم هر کدام فلسفه‌ای دارند.

## خطاها و امتیازات
ضربه زدن به پشت سر، پشت گردن، پشت کمر و از کمر به پایین خطای عمد است و ضربه در صورت و کنار صورت و از گردن تا کمر امتیاز دارد. بر اساس قانون جدید کیوروگی ضربه زدن به گلو و مشت زدن به صورت حریف اخطار دارد و در این صورت پزشک صدا زده و یک دقیقه وقت گرفته می‌شود. البته صدای ضربه باید به گوش داور برسد و اگر با یک حرکت پا به حریف ضربه وارد شود و او نتواند به بازی ادامه دهد داور به او «ناک‌اوت» اعلام می‌کند.
تکواندو یکی از منظم‌ترین و علمی‌ترین هنرهای رزمی سنتی کره‌ای است، که چیزی بیش از صرف مهارت‌های مبارزه فیزیکی به افراد یاد می‌دهد. این نظم و انضباطی است که از طریق آموزش بدن و ذهن، راه‌های تقویت روان و بالا بردن سطح زندگی را به افراد نشان می‌دهد. امروزه، تکواندو تبدیل به یک ورزش جهانی شده و توانسته است شهرتی بین‌المللی به دست آورد. تکواندو یکی از بازی‌های رسمی المپیک است.

## تجهیزات
تجهیزات ایمنی در تکواندو شامل هوگو (محافظی شبیه به جلیقهٔ ضدگلوله)، کلاه برای محافظت از سر، نقاب برای محافظت از صورت، باده و ساباده (ساق‌بند و ساعدبند) و کاپ (برای محافظت از بیضه ها) و نانشیم تنها در این رشته مورد استفاده قرار می‌گیرد. تمرینات تکواندو به‌طور سنتی با پای برهنه انجام می‌شود، هرچند گاهی ممکن است کفش‌های مخصوص رزمی پوشیده شود.

## برخی اصطلاحات تکواندو
- «چاریوت» خبردار ایستادن
- «کیونگ ره» احترام گذاشتن
- «تکوان» چشم و اطاعت کردن
- «آپ» جلو
- «یوپ» بغل
- «دیت» پشت
- «چاگی» ضربه با پا
- «جیروگی» ضربه با دست
- «ماکی» یا «ماگی» دفاع کردن

### شمارش اعداد در تکواندو
1. یک: هانا (Hana)
2. دو: تول (Tool)
3. سه: سِت (Set)
4. چهار: نِت (نِد) (Net)
5. پنج: داسوت (داست) (Daset)
6. شش: یاسوت (یاست) (Yaset)
7. هفت: ایل کوپ (Ilgup)
8. هشت: یودول (Yudol)
9. نه: آهوپ (Ahup)
10. ده: یول (Yool)
11. یازده: یول هانا
12. دوازده: یول تول
13. سیزده: یول ست
14. چهارده: یول نت
15. پانزده: یول داسوت
16. شانزده: یول یاسوت
17. هفده: یول ایل‌کوپ
18. هجده: یول یودول
19. نوزده: یول آهوپ
20. بیست: ساید اُن نول

- اولین: ایل (Il)
- دومین: یی (Yi)
- سومین: سام (Sam)
- چهارمین: سا (Sa)
- پنجمین: او (O)
- ششمین: یوک (Yuk)
- هفتمین: چیل (Chil)
- هشتمین: پال (Pal)
- نهمین: کو (Ku)
- دهمین: شیپ (Sip)

## پیشینه
در دوران‌های اولیهٔ شبه‌جزیرهٔ کره، سه قبیلهٔ اصلی بودند که هرکدام از هنرهای رزمی خودشان در رقابت‌های تشریفاتی مذهبی استفاده می‌کردند. در همین مسابقات، مردم آرام‌آرام با کسب تجربه از تکنیک‌های مبارزات همدیگر توانستند بر چهارپایان وحشی نیز غلبه کنند.
بسیاری بر این باورند که همین حرکات، پایهٔ تکواندوی امروزی به حساب می‌آید که نام این ورزش نیز از نام‌های سوباک و تائه کیون و … نشأت گرفته است.

### تکواندوی نوین

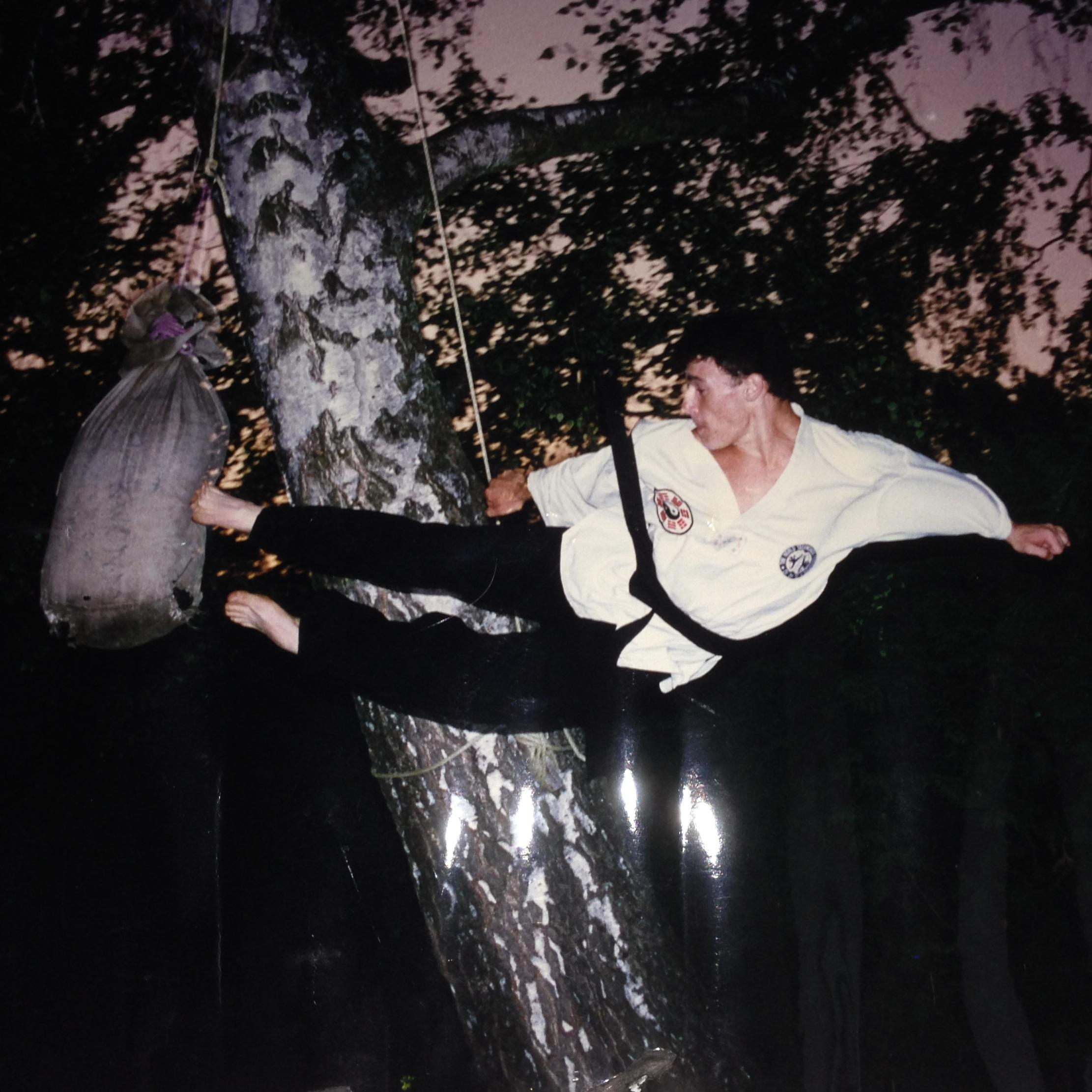
یوپ‌چاگی پرشی با دو پا

پس از پایان جنگ و آزادی کره ورزش‌های رزمی سنتی این کشور تا حد زیادی با رشته‌های ژاپنی همانند کاراته، کن‌دو و جودو آمیخته شده بود، در عین حال بسیاری از رزمی‌کاران کره هم با آموختن هنرهای رزمی چینی آن‌ها را وارد کره کرده بودند. در آن زمان بیشتر اصطلاح‌های «تانگ سو دو» و «کونگ سو دو» برای نام‌گذاری ورزشی که بعدها به تکواندو معروف شد، به‌کار می‌رفت.
در ۱۱ آوریل سال ۱۹۵۵ نام تکواندو توسط ژنرال چوی هنگ هی در جلسه‌ای در کره بر روی هنر رزمی کره‌ای‌ها ثبت گردید و از سوی مقامات سیاسی به رسمیت شناخته شد. در شناساندن و ارائهٔ تکواندوی نوین از زحمات و تأثیرات به‌سزای ژنرال چوی هنگ هی نمی‌توان به سادگی گذشت و این حقیقتی غیرقابل انکار است. در سال ۱۹۶۵ انجمن تکواندوی کره و در سال ۱۹۶۶ فدراسیون بین‌المللی تکواندو (ITF) در کره و در سال ۱۹۷۳ فدراسیون جهانی تکواندو (WTF) با حمایت سیاستمداران کرهٔ جنوبی تأسیس شد.
تلاش برای بازسازی تکواندو و بازگرداندن آن به حالت اصلی خود در نهایت منجر به تبدیل این رشته به ورزش ملی کره و محبوب‌ترین سبک رزمی در سراسر دنیا شد.

#### گاه‌شمار
- ۱۹۵۹ - «انجمن تا سو دو» تأسیس شد. هدف این نهاد ایجاد یگانگی در هنرهای رزمی کره‌ای بود.[۱۲]
- ۱۹۶۲ – تکواندو به‌عنوان یک بازی رسمی به چهل و سومین دورهٔ بازی‌های ملی کرهٔ جنوبی وارد شد.
- ۱۹۶۵ - «انجمن تا سو دو» به «انجمن تکواندو» تغییر نام داد.
- ۱۹۷۲ - کوکی وان تأسیس شد. این باشگاه تا امروز بالاترین مرجع فنی تکواندو بوده است.
- ۱۹۷۳ – تأسیس فدراسیون جهانی تکواندو (WTF)
- ۱۹۷۳ – برگزاری نخستین دوره بازی‌های جهانی این رشته در کره با شرکت ۲۰۰ ورزشکار از ۱۹ کشور. آمریکا، تایوان و مکزیک در جدول رده‌بندی پس از کره قرار گرفتند.
- ۱۹۷۶ – شورای بین‌المللی ورزش‌های نظامی «سیزم» تکواندو را به‌عنوان یکی از بازی‌های خود پذیرفت.
- ۱۹۸۳ – کمیتهٔ بین‌المللی المپیک «فدراسیون جهانی تکواندو» را به‌عنوان یکی از اعضای خود اعلام کرد.
- ۱۹۸۶ – برگزاری تکواندو به‌عنوان یک ورزش نمایشی در بازی‌های آسیایی سئول.
- ۱۹۸۸ – برگزاری تکواندو به‌عنوان یک ورزش نمایشی در المپیک سئول.
- ۱۹۹۴ – تکواندو به‌عنوان یک رشتهٔ رسمی در بازی‌های آسیایی هیروشیما برگزار شد.
- ۲۰۰۰ - در المپیک سیدنی تکواندو دومین هنر رزمی آسیایی (پس از جودو) شد که به‌عنوان یک رشتهٔ رسمی در المپیک برگزار می‌شود.

## شاخه‌ها

### پومسه تکواندو
پومسه تکواندو یک فرم یا یک الگوی تعریف‌شده از حرکات دفاع و حمله است که در تکواندو مطرح شده است. اصطلاحات کره‌ای هیانگ، پومسه و teul (به معنی "شکل" یا "الگو") برای اشاره به اشکال هنرهای رزمی است که معمولاً در هنرهای رزمی کره‌ای مانند تکواندو و تانگ سو دو انجام می‌شود.
فرم یا پومسه یکی از مهم‌ترین جنبه‌های آموزشی هنرهای رزمی است. فرم مجموعه‌ای از حرکات کلاسیک تکواندو شامل تکنیک‌های ایستادن، دست، پا و جابه‌جایی است که براساس منطق طراحی شده‌اند. البته برخی از استادان باتجربه فرم‌هایی را شخصاً ابداع کرده‌اند و به تدریس آن‌ها می‌پردازند. سابقهٔ تاریخی فرم‌ها به قدمت هنرهای رزمی است و هیچ هنر رزمی بدون فرم وجود ندارد. در زمان‌های باستان که هنرهای رزمی به‌صورت مخفی و انفرادی تمرین می‌شد، هنرجویان جهت تمرین تکنیک‌ها و مبارزه ناگزیر از اجرای دفاع‌ها و حملات در مقابل حریفان فرضی بودند، بدین ترتیب فرم‌های اولیه پا به عرصهٔ حیات نهادند. مسابقات پومسه تکواندو به‌صورت انفرادی (در ۵ ردهٔ سنی) و تیمی (در ۲ گروه سنی) برگزار می‌گردد. هدف عمده از تمرین پومسه، هماهنگی فیزیکی، فکری و روانی در هنرجو و انضباط فردی است.

### هانمادانگ
«هانمادانگ» سبک دیگری در تکواندو است که این شاخه در سال‌های اخیر طرفداران زیادی را جذب کرده است که دلیل آن جذابیت بالای آن در اجرای حرکات و تنوع تمرینات و مسابقات است.
هانمادانگ تکواندو پیشرفت بسیار زیادی داشته و مسابقات بین‌المللی زیادی در این حوزه برگزار شده است. به‌طور کلی می‌توان گفت هانمادانگ شامل حرکات (سرعتی، کوبشی، چرخشی و قدرتی دست و پا) است که در آیتم‌های متنوع مسابقات متعددی را برگزار می‌کند. شکست اجسام و حرکات پرشی در این شاخه از تکواندو گنجانده شده است. به‌طور کلی حرکات سرعتی و قدرتی و شکست اجسام در مسابقات پومسه و هانمادانگ به شیوه‌های مختلفی اجرا می‌شوند.

### کیوروگی
«کیوروگی» شاخه‌ای از تکواندو است که بیشتر مردم با آن آشنایی دارند. این شاخه از تکواندو در واقع همان مبارزهٔ دو نفره است که در برنامه‌های تلویزیونی بیشتر به چشم می‌خورد.
عده‌ای از مردم تصور می‌کنند که تکواندو در مبارزه خلاصه می‌شود و کسانی که می‌خواهند وارد این رشتهٔ رزمی شوند حتماً باید روحیهٔ جنگنده داشته باشند تا بتوانند موفق شوند درحالی‌که این‌گونه نیست و شاخه‌هایی نیز هستند که روی نقاط قوت دیگر بدن تمرکز می‌کنند و تأکید آن‌ها بر مبارزهٔ رو در رو نیست.
در سبک کیوروگی تکواندو افراد لوازم مبارزه تن می‌کنند و با وسایل حفاظتی قوی در مقابل یکدیگر می‌ایستند و تکنیک‌های دست و پا را اجرا می‌کنند. به‌دلیل استفاده از لوازم تکواندو با میزان مقاومت بالا در برابر ضربه، این رشته کمترین آسیب را نسبت به رشته‌های رزمی دیگر دارد و خطری جان ورزشکار را تهدید نمی‌کند. به‌دلیل ایمنی بالا این شاخه از تکواندو در رشته‌های المپیکی قرار گرفته است. امروزه کلاه، هوگو و روپایی تکواندو دیجیتالی است یعنی هنگامی که به کلاه و هوگوی مبارز ضربه وارد می‌شود، کامپیوتر متصل شده به این وسایل، امتیاز را ثبت می‌کند. البته باید ضربهٔ وارد شده محکم باشد تا دستگاه بتواند آن را ثبت کند.

### هیانگ
«هیانگ» از سبک‌های قدیمی تکواندو است که اغلب تکواندوی سنتی نامیده می‌شود.